# Eupithecia impavida
Eupithecia impavida là một loài bướm đêm trong họ Geometridae.